# 배은경
배은경(1967년 ~ )은 대한민국의 사회학자이다.

## 학력
- ~ 1989년 : 서울대학교 사회학과 학사
- ~ 1993년 : 서울대학교 대학원 사회학과 석사
- ~ 2004년 : 서울대학교 대학원 사회학과 박사

## 경력
- 1994년 9월 : 강원대학교 사회학 강사
- ~ 2005년 2월 : 중앙대학교 사회학 강사, 연세대학교 사회학 강사, 한림대학교 사회학 강사, 신라대학교 사회학 강사, 숙명여자대학교 사회학 강사, 서울시립대학교 사회학 강사, 서울대학교 사회학 강사
- 1997년 ~ 2001년 9월 : 여성과 사회 편집위원
- 2004년 3월 ~ 2006년 1월 : 서울대학교 여성연구소 선임연구원, 서울대학교 여성학협동과정 강사
- 2004년 3월 ~ 2006년 2월 : 한국여성연구소 운영위원, 한국여성연구소 교육국 국장
- 2005년 3월 ~ : 한국가족학회 연구운영위원
- 2006년 2월 ~ : 서울대학교 사회과학대학 사회학과 조교수
- 2006년 10월 ~ : 서울대학교 대학원 여성학협동과정 전공주임